# Tekosaari (ö i Norra Österbotten)
Tekosaari är en ö i Finland. Den ligger i Ule älv och i kommunen Utajärvi i den ekonomiska regionen  Oulunkaari  och landskapet Norra Österbotten, i den centrala delen av landet, 500 km norr om huvudstaden Helsingfors. Öns area är 0,4 hektar och dess största längd är 240 meter i nord-sydlig riktning.